# Martin Gottfried Weiß

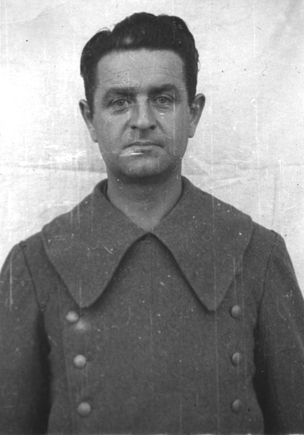
Martin Gottfried Weiß in amerikanischer Internierung. Aufnahme von 1945.

Martin Gottfried Weiß (* 3. Juni 1905 in Weiden in der Oberpfalz; † 29. Mai 1946 in Landsberg am Lech) war ein deutscher SS-Obersturmbannführer und Lagerkommandant verschiedener Konzentrationslager und Vernichtungslager im Dritten Reich.

## Leben
Weiß wurde als Sohn eines Oberwagenmeisters der Bayerischen Staatsbahn geboren. Er hatte zwei Schwestern und wurde katholisch erzogen. Nach dem Besuch der Volksschule wechselte er 1918 auf die Weidener Präparandenschule. Seine Ausbildung setzte er ab 1921 auf einer Maschinenbauschule in Landshut fort. Er unterbrach die Schule 1923, um ein halbes Jahr als Freiwilliger in einem Ausbildungsbataillon in Landshut zu dienen. Die Maschinenbauausbildung schloss er 1924 ab und arbeitete zunächst als Praktikant in einer Eisenhütte. Im Anschluss war er etwa dreieinhalb Jahre bei der „Elektrizitätsgesellschaft Oberpfalzwerke“ beschäftigt.

## Aufstieg im NS-Regime
Zum 1. August 1926 trat Weiß der NSDAP bei (Mitgliedsnummer 43.136) und gründete mit zwei Freunden einen Ortsverband der SA und der HJ in Weiden. Später nahm er ein Studium der Elektrotechnik am Kyffhäuser-Technikum in Bad Frankenhausen auf, welches er 1930 mit guten Leistungen abschloss. Er wurde als Hilfsdozent am Technikum übernommen, bis er am 1. April 1932 wegen Arbeitsmangels entlassen wurde. Noch am gleichen Tag kehrte er in seine Weidener Heimat zurück und trat der SS bei (SS-Nummer 31.147). Des Weiteren übernahm er den Posten des NSDAP-Blockwarts und wurde Kreisfilmwart. Die zehn bis zwölf Angehörigen des SS-Sturms in Weiden trafen sich zunächst während ihrer Freizeit einmal wöchentlich zu Wehrsportübungen. Unter der Leitung von Weiß bot die kleine SS-Truppe an Wochenenden in den umliegenden Dörfern auf Versammlungen der NSDAP Rednerschutz. Im SS-Sturm in Weiden traf er auch auf Richard Baer, den er im Frühjahr 1942 zu seinem Adjutanten im KZ Neuengamme machte.
Ab April 1933 gehörte Weiß zur Wachmannschaft des KZ Dachau, von November 1933 bis Februar 1938 war er dort Lageringenieur. Im März 1938 wurde er dort Adjutant unter den Lagerkommandanten Hans Loritz und Alex Piorkowski. Er heiratete 1934 und wurde später Vater von mindestens zwei Kindern.

## Kommandant in Neuengamme und Arbeitsdorf
Er wurde im April 1940 mit dem Aufbau des Konzentrationslagers Neuengamme beauftragt, dem er ab November desselben Jahres auch als Kommandant vorstand. Das Lager Neuengamme musste Baumaterial für Führerbauten in Hamburg produzieren, Weiß wurde hier mit der Methode der „Vernichtung durch Arbeit“ vertraut. Im Klinkerwerk hatten die Häftlinge beispielsweise keine ärztliche Versorgung, auch standen sie unter Aufsicht krimineller Funktionshäftlinge, die generell gefürchteter weil meist grausamer waren als etwa politische Funktionshäftlinge. Häftlinge verfielen körperlich sehr schnell unter den Arbeitsbedingungen dieses Lagers. In Personalunion wurde Weiß zudem von April 1942 bis Juli 1942 zusätzlich Kommandant des KZ Arbeitsdorf.

## Kommandant in Dachau
Ab 1. September 1942 übernahm Weiß die Kommandantur im Lager Dachau. Der Leiter des SS-Wirtschafts-Verwaltungshauptamtes (WVHA) Oswald Pohl stellte ihn kurz nach der Versetzung scharf zur Rede, wegen des verelendeten Zustandes der Häftlinge, der ihre Arbeitsleistung minimierte. Weiß war angewiesen worden, besser auf die Erhaltung der Arbeitskraft der Häftlinge zu achten. Er schaffte die Strafe des Pfahlhängens ab, die Prügelstrafe hingegen wurde mehr angewendet (beides war bis dato in der Lagerordnung enthalten). Unsinnige Schikanen wurden verboten. Auch willkürliche Schläge sollten ganz abgeschafft werden, was nicht konsequent eingehalten wurde, sie wurden jedoch reduziert. Appellstehen wurde seltener, Strafkompanien abgeschafft, Häftlinge durften öfter Wohnbaracken betreten, Gewicht und Häufigkeit von Paketsendungen ins Lager waren nicht mehr beschränkt. In Dachau zog er den Schutzhaftlagerführer Franz Hofmann, Rapportführer Josef Seuß und den Lagerältesten Martin Schaferski von ihren Posten ab und versetzte sie nach Auschwitz, Natzweiler und Mauthausen. Den Lagerältesten Karl Kapp versetzte er in die Waffenwerkstätte. Im KZ Dachau wurden nun „neue Zeiten“ propagiert, die „Ära Hofmann“ sei vorbei. Viele Häftlinge bewerteten die Verbesserung im Lager als persönlichen Verdienst von Weiß, der sich später im ersten Dachauer Prozess auch selbst so darstellte. Weiß hatte aus Neuengamme einige seiner Kapos mitgenommen, teils kriminelle Häftlinge, diese betitelten ihn als „Vater der Häftlinge“, so rankte sich bald im Lager ein gewisser Retter-Mythos um ihn. Eine letzte Welle der Aktion 14f13 wurde unter ihm durchgeführt, die 342 Menschen in der NS-Tötungsanstalt Hartheim den Tod brachte. Weiß behauptete hierzu nach Kriegsende, er selbst hätte damit nichts zu tun gehabt, sondern der Leiter der politischen Abteilung des Lagers Dachau wäre dafür verantwortlich gewesen. Während der Zeit seiner Kommandantur wurden im Lager Dachau 35 Menschen erhängt und 18 erschossen. Vor Gericht sagte er später aus, dass diese 53 Personen keine KZ-Insassen waren, sondern Gefangene der Gestapo, die auf Befehl Himmlers und des RSHA zum Tode verurteilt wurden. Dies widersprach der Aussage Johann Kicks.

## Kommandant in Lublin-Majdanek
Weiß schloss seine Tätigkeit in Dachau am 31. Oktober 1943 ab. Seine offizielle Amtsübernahme als Kommandant in Lublin-Majdanek war erst am 4. November 1943. Am 3. November 1943 ereignete sich dort eines der schrecklichsten Massaker in der Zeit der nationalsozialistischen Lager, bei dem über 17.000 jüdische Menschen während der Aktion Erntefest an einem Tag ermordet wurden. Historiker vermuten, dass er an dem Tag bereits in Lublin-Majdanek anwesend war, beispielsweise um sich vor Amtsantritt mit seiner dortigen Position vertraut zu machen. Als gesichert gilt, dass er am ersten Tag seines Amtsantritts, am 4. November, die Folgen des Massakers zu beseitigen hatte. An diesem Tag wurden weitere 25 Juden, die es geschafft hatten sich zu verstecken, gefunden und getötet. Weitere 611 jüdische Häftlinge, 311 weibliche und 300 männliche, wurden damit beauftragt, Kleidung und Hinterlassenschaft der Getöteten zu sortieren. Die Männer mussten die Massengräber des Massakers zuschütten. Später wurden sie in das Sonderkommando 1005 eingeteilt, um die Leichen zu exhumieren und auf Scheiterhaufen zu verbrennen. Nach Abschluss dieser Arbeit wurden sie getötet. Die 311 Frauen wurden vor Schließung von Lublin-Majdanek nach Auschwitz geschickt, und dort durch Gas getötet.
Sein Vorgänger im Vernichtungslager Majdanek war Sturmbannführer Hermann Florstedt. Weiß war vierter und jüngster Lagerkommandant in Majdanek. In seiner Amtszeit diente Majdanek als Hinrichtungslager, in dem mehrere Hundert Häftlinge erschossen wurden. Zwischen Dezember 1943 und März 1944 wurden etwa 180.000 sogenannte Invaliden nach Majdanek transportiert. Als Kommandant folgte ihm Obersturmbannführer Arthur Liebehenschel nach, der zuvor Kommandant in Auschwitz war.

## Amtschef z.b.V. in der Amtsgruppe D des SS-WVHA
Am 18. Mai 1944 wurde SS-Obersturmbannführer Weiß zum „Amtschef z. b. V. in der Amtsgruppe D des SS-Wirtschafts- und Verwaltungshauptamts“ befördert. Aufgrund dieser Position wurde er am 1. November 1944 zum Dachauer KZ-Außenlagerkomplex Mühldorf delegiert. Dort baute die Organisation Todt im Rahmen des „Jägernotprogramms“ mit Häftlingen des KZ Dachau zwei unterirdische Fabriken zur Herstellung von Jagdflugzeugen. Wegen der großen materiellen Unterlegenheit der deutschen Luftwaffe wurden die Arbeiten ohne jede Rücksicht auf Häftlinge vorangetrieben. Es kamen jüdische Häftlinge zum Einsatz, denen dort die Vernichtung durch Arbeit statt durch Gas drohte. Soweit sie nicht an den Arbeitsbedingungen oder an Flecktyphus starben, wurden sie bei arbeitsunfähigem Zustand als Invaliden nach Auschwitz gebracht.
Der Aufgabenbereich von Weiß in Mühldorf ist nicht völlig geklärt. Eigenen Angaben zufolge war er als eine Art „technischer Vermittler“ innerhalb der Reichsbehörden tätig. Fest steht, dass er durch sein Amt von allen, die in Mühldorf beteiligt waren, den höchsten Rang hatte. Im späteren Prozess wurde er auch beschuldigt, im Lager KZ-Außenlager Kaufering I – Landsberg an der Hinrichtung von fünf Gefangenen wegen Sabotage teilgenommen zu haben. Er bestritt seine Anwesenheit nicht, teilte aber mit, dass er damit nichts zu tun hatte und nur durch Zufall vor Ort war.

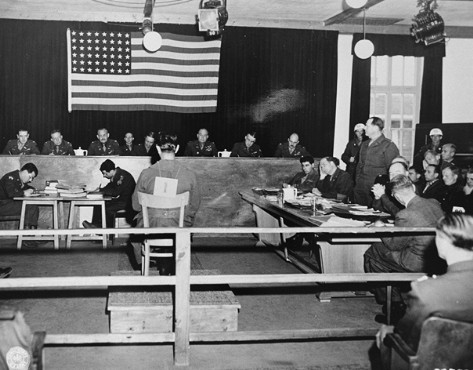
Martin Weiß (sitzend von hinten) im Zeugenstand während der Dachauer Prozesse.

Ende April 1945 hielt er sich wieder im KZ Dachau auf, vermutlich um den dortigen Kommandanten Eduard Weiter zu entlasten und Missstände zu beseitigen. Am 28. April besprach er mit SS-Standartenführer Kurt Becher die Übergabe des Lagers an die vorrückende US-Army (ungesichert, Becher konnte sich später nur erinnern, dass der Name des Mannes, mit dem er gesprochen hatte, mit „W“ anfing). Am 28. oder 29. April 1945 floh Weiß aus Dachau. Am 2. Mai 1945 wurde er von amerikanischen Truppen in Mühldorf am Inn festgenommen.

## Nach Kriegsende – Prozess, Todesurteil und Hinrichtung
Weiß wurde im Dachau-Hauptprozess am 15. November 1945 mit 39 weiteren Beschuldigten angeklagt (Fall Nr. 000-50-2: US vs Martin Gottfried Weiss et al.) und am 13. Dezember 1945 zum Tod durch den Strang verurteilt. Die Strafe wurde am 29. Mai 1946 im Kriegsverbrechergefängnis Landsberg durch Erhängen vollstreckt.